# چاودارلی (هاناک)
چاودارلی (به ترکی استانبولی: Çavdarlı) یک منطقهٔ مسکونی در ترکیه است که در هاناک واقع شده‌است.